# Heterofoni
Heterofoni er en musikalsk tekstur, der refererer til den praksis, at to eller flere musikere samtidig udfører lidt forskellige versioner af den samme melodi. Hver version er karakteriseret ved at være improviserede eller ornamenterede versioner af melodien i modsætning til harmoniserede versioner af en melodi som det forholder sig i polyfonisk musik.
Heterofoni kan henvise til en form for kompleks monofoni, hvor der kun er én grundlæggende melodi, men realiseret på samme tid i flere stemmer, der hver især spiller melodien forskelligt – enten i en anden rytme eller et andet tempo, eller med forskellige dekorationer og forskellig uddybning. Udtrykket (oprindeligt opfundet af Archilochus) blev oprindelig indført i systematisk musikvidenskab som en underkategori af polyfonisk musik, men det betragtes nu som en tekstureel kategori i egen ret.
Heterofoni er ofte karakteriseret ved træk fra ikke-vestlig traditionel musik – for eksempel japanske Gagaku, gamelan musik fra Indonesien og den traditionelle musik fra Thailand. En bemærkelsesværdig energisk europæisk tradition for disharmonisk heterofoni findes dog i form af gæliske salmer fra De Ydre Hebrider.
Thai music is nonharmonic, melodic, or linear, and as is the case with all musics of this genre, its fundamental organization is horizontal... Thai music in its horizontal complex is made up of a main melody played simultaneously with variants of it which progress in relatively slower and faster rhythmic units... Individual lines of melody and variants sound in unison or octaves only at specific structural points, and the simultaneity of different pitches does not follow the Western system of organized chord progressions. Between the structural points where the pitches coincide (unison or octaves) each individual line follows the style idiomatic for the instrument playing it. The vertical complex at any given intermediary point follows no set progression; the linear adherence to style regulates. Thus several pitches that often create a highly complex simultaneous structure may occur at any point between the structural pitches. The music 'breathes' by contracting to one pitch, then expanding to a wide variety of pitches, then contracting again to another structural pitch, and so on throughout. Though these complexes of pitches between structural points may strike the Western listener as arbitrary and inconsequential, the individual lines are highly consequential and logical linearly. The pattern of pitches occurring at these structural points is the basis of the modal aspect of Thai music. (Morton 1978, p.21)
Heterofoni er temmelig sjælden i vestlig klassisk musik fra før det tyvende århundrede, men kan ofte findes i forbindelse med musik af tidlige modernistiske komponister så som Claude Debussy og Igor Stravinsky, de var direkte påvirket af ikke-vestlig (og stort set heterofonisk) musik. Heterofoni er dog en standard-teknik i musik i efterkrigstidens avantgarde – for eksempel Olivier Messiaens Sept haïkaï (1962), Pierre Boulez's Rituel in Memoriam Bruno Maderna (1974-75) og Harrison Birtwistles Pulse Shadows (1989-96 ). Benjamin Britten anvendte heterofoni med stor effekt i mange af sine kompositioner, herunder dele af War Requiem og især sine tre kirke-lignelser: : Curlew River, The Burning Fiery Furnace og The Prodigal Son.
Eksempler på heterofoni kan også findes hos Bach:
- og Mozart: